# NGC 3846
NGC 3846 (również PGC 36539 lub UGC 6710) – galaktyka spiralna z poprzeczką (SBbc), znajdująca się w gwiazdozbiorze Wielkiej Niedźwiedzicy. Odkrył ją John Herschel 10 lutego 1831 roku.